# Han Woo-jin
Vittorie-sconfitte: 282–153 (64.8%)
Han Woo-jin (한우진?, 韓宇進?, Han U-jinLR, Han Wu-jinMR; Gwangju, 12 giugno 2005) è un goista sudcoreano.

## Biografia
Ha iniziato a giocare a Go all'età di sei anni, studiando poi sotto diversi maestri, tra cui Paek Hong-suk. All'età di 11 anni ha vinto un torneo internazionale per bambini.
Nel 2019 diventa professionista. A settembre 2020 è stato promosso 2 dan, poi 3 dan nel marzo successivo.
Nel marzo 2022 è promosso 4 dan, dopo il secondo posto ottenuto nella competizione internazionale per giovani goisti disputata a Uijeongbu, diventando 5 dan a settembre. Nello stesso anno ha partecipato alla Lega cinese a squadre, ed è stato inserito come terza scelta nella squadra Posco Chemicals della Korean Baduk League. È stato anche selezionato come uno dei rappresentanti sudcoreani alla 27ª edizione della Samsung Fire Cup, dove però è stato eliminato al primo turno dal giapponese Kyo Kagen.
Nel 2023 ha ottenuto prima la promozione a 6 dan (febbraio), dopo il secondo posto nella Andong City Baekam Cup (0-2 contro Kim Myeong-hun), poi a 7 dan (marzo) per la vittoria del Millennium Chunwon (2-0 contro Park Hyun-soo), poi 8 dan (inizio giugno). Dopo la sua vittoria nella Globis Cup contro il cinese Wang Xinghao è stato promosso 9 dan (fine giugno): in questo modo ha stabilito il primato per la più rapida promozione a 9 dan in Corea del Sud.
Nel febbraio 2024 ha vinto la seconda edizione del Millennium Chunwon sconfiggendo in finale Baek Hyeon-woo.

## Palmarès
| Nazionali          | Nazionali      | Nazionali     |
| Titolo             | Vittorie       | Secondi posti |
| ------------------ | -------------- | ------------- |
| Millennium Chunwon | 2 (2023, 2024) |               |
| Internazionali     |                |               |
| Titolo             | Vittorie       | Secondi posti |
| Globis Cup         | 1 (2023)       |               |
| Totale             | 3              | 0             |